# (51415) Tovinder
(51415) Tovinder est un astéroïde de la ceinture principale.

## Description
(51415) Tovinder est un astéroïde de la ceinture principale. Il fut découvert le 15 mars 2001 à Needville par Joseph A. Dellinger et William G. Dillon. Il présente une orbite caractérisée par un demi-grand axe de 2,29 UA, une excentricité de 0,14 et une inclinaison de 7,3° par rapport à l'écliptique.

## Compléments